# Айлін Марі Коллінз

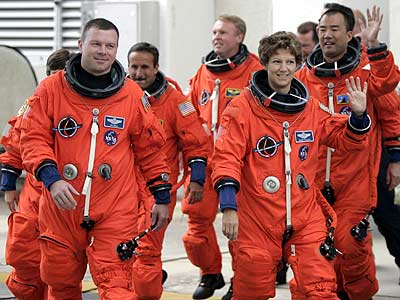
Командир Місія Коллінз і STS-114 екіпаж на шляху до стартового майданчика.

Айлін Марі Коллінз (англ. Eileen Marie Collins); нар. 19 листопада 1956, м Ельміра, штат Нью-Йорк) — американська астронавтка. Залишила НАСА 1 травня 2006 р., полковник у відставці Військово-повітряних сил США. Колишня військова викладачка і льотчиця-випробувачка, Коллінз — перша (в порядку експерименту) пілот і перша жінка-командир Спейс Шаттла. Нагороджена кількома медалями. Коллінз провела в космосі за 4 польоти 36 днів 8 годин і 10 хвилин.

## Освіта
- 1974 — Вільна академія в місті Ельміра (штат Нью-Йорк, США)
- 1978 — Сиракузький університет (бакалавр в галузі математики та економіки)
- 1986 — Стенфордський університет (магістр у галузі економіки)
- 1989 — Вебстарський університет (магістр в галузі космічних систем управління)
- 1990 — школа льотчиків-випробувачів на авіабазі Едвардс (штат Каліфорнія, США).

## Служба у ВПС США
- 1979 проходила льотну підготовку на авіабазі Венса (штат Оклахома, США).
- 1979—1982 — Інструктор на авіабазі Венса.
- 1983—1985 — Пілот транспортного літака «С-141» та інструктор на авіабазі Тревіс (штат Каліфорнія, США).
- 1986 проходила навчання в Технологічному інституті ВПС США.
- 1986—1989 — Викладач в Академії ВПС США.

Як пілот транспортного літака брала участь в операції проти Гренади в жовтні 1983 року. Загальний наліт понад 500 годин на літаках 30 типів.

## Польоти

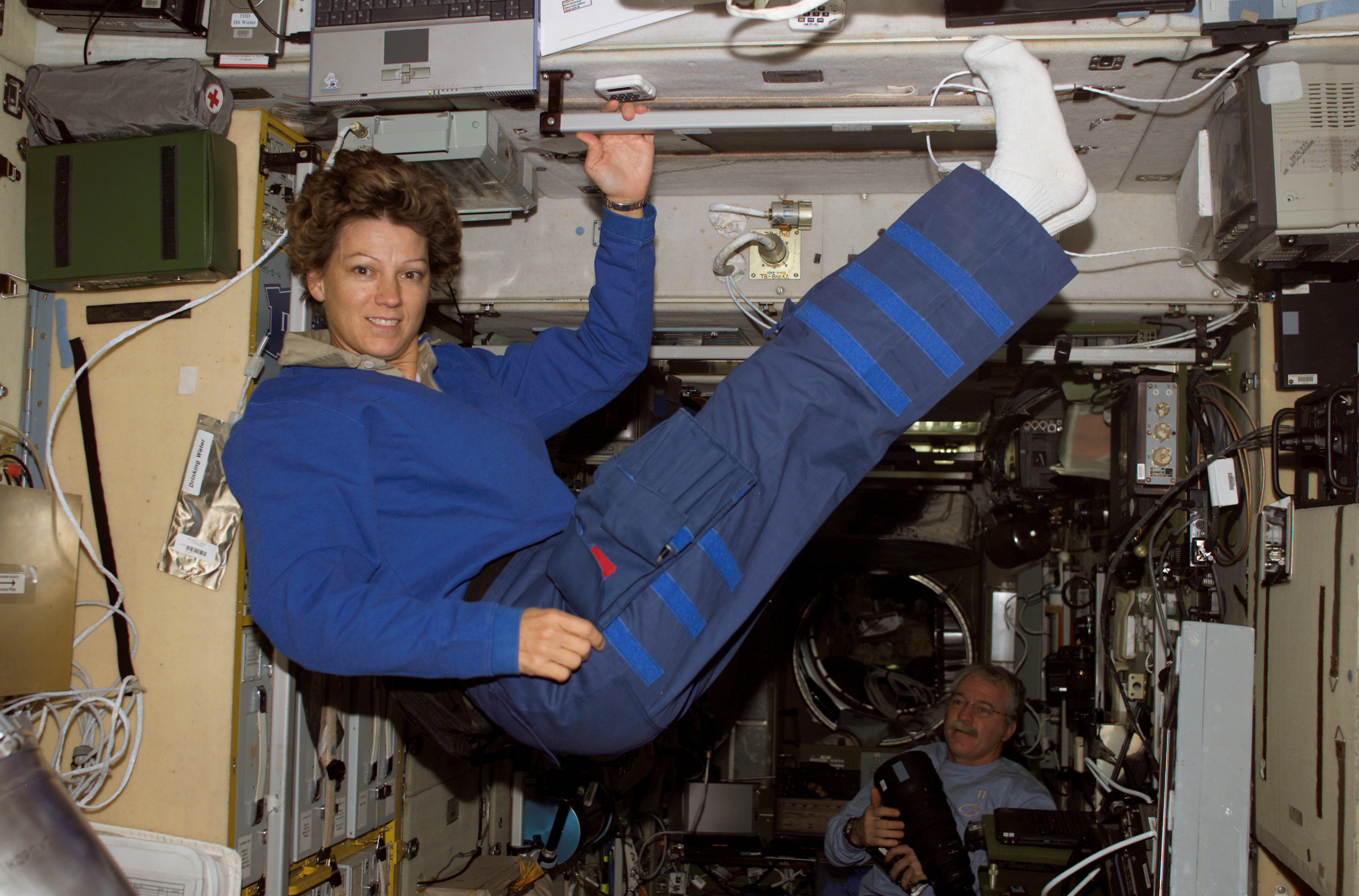
Коллінз в модулі Звєзда

Коллінз було відібрано до групи кандидатів в астронавти 1992 року й у своєму першому польоті STS-63 1995 р. пілотувала Спейс Шаттл Діскавері, який стикувався з російською космічною станцією Мир. За успішний політ як першої жінки-пілота шаттла Коллінз отримала Приз Хармона. Також вона пілотувала STS-84 в 1997 р.
Коллінз також була першою жінкою — командиром американського космічного корабля Спейс шаттл Колумбія — STS-93, який стартував в липні 1999 року і вивів на орбіту телескоп «Чандра».
Коллінз командувала місією STS-114 — «повернення до польотів». Політ перевіряв підвищені заходи безпеки й поповнював запаси Міжнародної космічної станції. Шаттл стартував 26 липня 2005 p. і приземлився 9 серпня 2005 p. Під час STS-114 Коллінз стала першою астронавткою, яка здійснила маневр — «перекид» шатлом на 360 градусів. Астронавти з борту МКС зробили фотографії «живота» шаттла. Це було необхідно, щоб перевірити, що немає ніякої загрози через термозахисні плитки, що відвалилися, при поверненні Шаттла.
1 Травня 2006 р. Коллінз оголосила, що вона покине НАСА, щоб проводити більше часу зі своєю сім'єю і зайнятися іншою діяльністю. Після її відставки з НАСА, вона була помічена як аналітикиня програми Шаттл, що висвітлює старти й приземлення в CNN.

## Життєпис
Батьками Коллінз були Джеймс Е. і Роуз Марі Коллінз, іммігранти з графства Кантрі Корк, Ірландія. У неї є три рідних брати. З дитинства Коллінз проявляла інтерес до космічних польотів і сама хотіла полетіти в космос.
Після отримання освіти залишилася в Вансі та протягом трьох років навчалась пілотування на Т-38 (Кіготь), потім перейшла на C-141 (Starlifter) в Авіаційній базі ВПС Тревіса, Каліфорнія. З 1986 по 1989 навчалася в американській Академії Повітряних сил в Колорадо, де стала доцентом математики й навчала пілотування на Т-41. У 1989 році Коллінз стала другою з жінок США, хто навчається пілотувати. Далі була школа Льотчика-випробувача Повітряних сил, диплом в класі 89B. Була відібрана для навчання за програмою астронавтики в 1990 році.
Коллінз одружилася з пілотом Пета Юнгса в 1987 році, у них двоє дітей.